# حشره‌خوار کور تایوانی
 حشره‌خوار کور تایوانی (نام علمی: Anourosorex yamashinai) نام یک گونه از سرده حشره‌خوارهای کور است.